# Ficus investigatoris
Ficus investigatoris là một loài ốc biển, là động vật thân mềm chân bụng sống ở biển thuộc họ Ficidae.